# Средства труда
Сре́дства труда́ — то, чем человек воздействует на предмет труда.

## История
Решающая роль принадлежит орудиям труда (например палка-копалка), механические, физические и химические свойства которых человек использует в соответствии со своей целью.
Средства (орудия) труда, применяемые для производства товаров и услуг: здания и сооружения, машины, оборудование, энергия.
К средствам труда в более широком смысле относятся все материальные условия труда, без которых он не может совершаться. Всеобщим условием труда является земля, условиями труда также являются производственные здания, дороги и так далее. Результаты общественного познания природы воплощаются в средствах труда и процессах их производственного применения, в технике и технологии. Уровень развития техники (и технологии) служит главным показателем степени овладения обществом силами природы.
Средства труда можно разделить на следующие виды:
1. Естественные (земля, водопады, реки, которые используются для хозяйственных целей).
2. Технические (созданные человеком искусственно, которые в свою очередь можно подразделить на механические, сосудистые, общие).

Прирученных животных (одомашнивание) К. Маркс также относит к важнейшим средствам труда.

## Определение
Средство труда есть вещь или комплекс вещей, которые человек помещает между собой и предметом труда и которые служат для него в качестве проводника его воздействий на этот предмет.Оригинальный текст (нем.)Das Arbeitsmittel ist ein Ding oder ein Komplex von Dingen, die der Arbeiter zwischen sich und den Arbeitsgegenstand schiebt und die ihm als Leiter seiner Thätigkeit auf diesen Gegenstand dienen.— К. Маркс. «Капитал»
Совокупность средств труда и предметов труда образует средства производства.